# هایکو هابرمن
هایکو هابرمن (آلمانی: Heiko Habermann؛ زادهٔ ۲ نوامبر ۱۹۶۲) قایقران روئینگ اهل آلمان شرقی بود.